# 台北アリーナ
台北アリーナは、台湾台北市松山区の総合スポーツ施設。バスケットボールやアイススケートなどのスポーツイベントで使用される他、コンサートなどでも使用される。

## 概要
台北アリーナは2000年まであった台北市立野球場を閉鎖・解体し建設された。主に金曲奨授賞式、台視の除夕特番「超級巨星紅白藝能大賞」の他、国内外のトップアーティストがコンサートを行った。また四大陸フィギュアスケート選手権などの国際大会も開催された。中華民国総統の就任式もここで開催されたことがあった。

## 最寄り駅
- 台北捷運松山線台北小巨蛋駅